# She Wolf (Falling to Pieces)
"She Wolf (Falling to Pieces)" é uma canção do DJ francês David Guetta, com participação nos vocais de Sia. Foi lançado como primeiro single do relançamento do álbum Nothing but the Beat (2011), sendo o sétimo single do álbum, lançado em 21 de agosto de 2012.

## Lançamento
Um extended play com remixes da trilha sonora feita por Michael Calfan e Sandro Silva foi disponibilizado por exclusivamente via Beatport em 7 de agosto de 2012.

### Recepção da Crítica
Robert Copsey da Digital Spy, deu a canção um comentário misto, afirmando:
- Depois de conquistar o hook-up mundial com Flo Rida, ela voltou pra onde tudo começou com David Guetta, que parece estar esperando que um raio caia duas vezes após a espetacular "Titanium". Mais uma vez são as letras sínceras sobre a casa como ela confessa: " Você me caça como um lobo, um predador / ... Eu me senti como um cervo em luzes de amor" com o mesmo entusiasmo inimitável.
O Resultado é nada que eu não tenho ouvido falar, mais isso não é necessariamente uma coisa ruim.

## Lista de faixas
- Download digital[3]

1. "She Wolf (Falling to Pieces)" – 3:30

- Digital download – Remix

1. "She Wolf (Falling to Pieces)" (Ambient Version) – 3:06

- EP digital[4]

1. "She Wolf (Falling to Pieces)" (Michael Calfan Remix) – 6:00
2. "She Wolf (Falling to Pieces)" (Sandro Silva Remix) – 4:47
3. "She Wolf (Falling to Pieces)" (Extended Version) – 4:59

- CD single lançado na Alemanha[5]

1. "She Wolf (Falling to Pieces)" (Michael Calfan Remix) – 6:00
2. "She Wolf (Falling to Pieces)" (Sandro Silva Remix) – 4:47
3. "She Wolf (Falling to Pieces)" (Extended Mix) – 4:59
4. "She Wolf (Falling to Pieces)" (Album Version) - 3:42

- Vinil de 12"[6]

1. "She Wolf (Falling to Pieces)" (Michael Calfan Remix) – 6:00
2. "She Wolf (Falling to Pieces)" (Extended Mix) – 4:59
3. "She Wolf (Falling to Pieces)" (Sandro Silva Remix) – 4:47

## Gráficos e certificações
| País/Parada (2012)                    | Melhor posição |
| ------------------------------------- | -------------- |
| Alemanha (Media Control Charts)       | 3              |
| Austrália (ARIA Charts)               | 11             |
| Áustria (Ö3 Austria Top 40)           | 3              |
| Bélgica (Ultratop 50 Flanders)        | 7              |
| Bélgica (Ultratop 40 Valônia)         | 5              |
| Brasil (Brasil Hot 100 Airplay)       | 43             |
| Brasil (Billboard Brasil Hot Pop)     | 12             |
| Canadá (Canadian Hot 100)             | 35             |
| Dinamarca (Hitlisten)                 | 7              |
| Escócia (The Official Charts Company) | 4              |
| Eslováquia (IFPI)                     | 5              |
| Espanha (PROMUSICAE)                  | 13             |
| Estados Unidos (Hot Dance Club Songs) | 1              |
| Finlândia (Suomen virallinen lista)   | 5              |
| França (SNEP)                         | 4              |
| Hungria (Dance Top 40)                | 11             |
| Hungria (Radiós Top 40)               | 14             |
| Hungria (Single Top 10)               | 1              |
| Irlanda (IRMA)                        | 6              |
| Israel (Media Forest)                 | 2              |
| Itália (FIMI)                         | 6              |
| Noruega (VG-lista)                    | 4              |
| Nova Zelândia (RIANZ)                 | 19             |
| Países Baixos (MegaCharts)            | 6              |
| Reino Unido (UK Dance Charts)         | 1              |
| Reino Unido (UK Singles Chart)        | 8              |
| Suécia (Sverigetopplistan)            | 6              |
| Suíça (Schweizer Hitparade)           | 4              |
| Venezuela (Record Report)             | 93             |

| País/Parada (2012)             | Melhor posição |
| ------------------------------ | -------------- |
| Hungria (Radiós Top 40)        | 82             |
| Reino Unido (UK Singles Chart) | 91             |

| Alemanha (BVMI)                                         | Ouro    | 150.000^ |
| Bélgica (BEA)                                           | Ouro    | 15.000*  |
| Dinamarca (IFPI Dinamarca)                              | Ouro    | 15.000^  |
| Itália (FIMI)                                           | Platina | 30.000*  |
| * Números de vendas com base em certificação individual |         |          |

## Histórico de lançamento
| País           | Data                   | Formato                 | Gravadora |
| -------------- | ---------------------- | ----------------------- | --------- |
| França         | 21 de agosto de 2012   | Download digital        | EMI       |
| Noruega        | 21 de agosto de 2012   | Download digital        | EMI       |
| Estados Unidos | 21 de agosto de 2012   | Download digital        | EMI       |
| Alemanha       | 24 de agosto de 2012   | CD single, vinil de 12" | EMI       |
| França         | 3 de setembro de 2012  | CD single, vinil de 12" | EMI       |
| Itália         | 9 de setembro de 2012  | CD single, vinil de 12" | EMI       |
| Reino Unido    | 10 de setembro de 2012 | Download digital        | EMI       |